# Liste von albanischen Orden und Ehrenzeichen
Diese Liste gibt einen Überblick über die Orden und Ehrenzeichen Albaniens.

## Fürstentum und Königreich
- Schwarzer Adler-Orden (1914)
- Ehrenkette von Albanien (1922)
- Skanderbeg-Orden (1925)

Schwarzer Adler-Ordner (1914)

- Besa-Orden auch Orden der Treue (1926)
- Heldorden der Tapferkeit (1928)

## Volksrepublik
- Held des Volkes (1945)

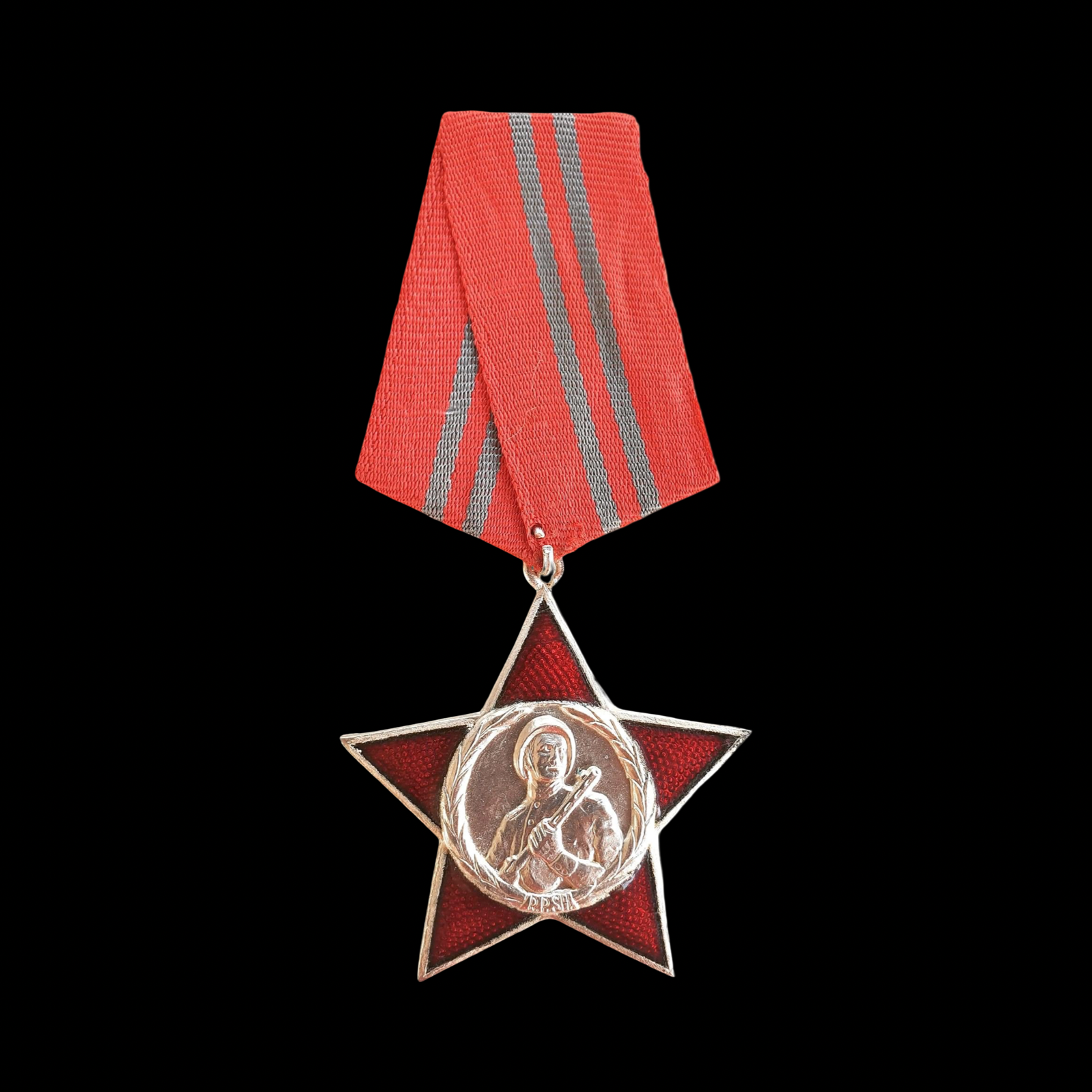
Orden des Roten Sterns zweiter Klasse

- Held der Sozialistischen Arbeit (1945)
- Freiheitsorden (1945)
- Skanderbeg-Orden (1945)
- Orden der Freiheit (1945)
- Orden der Heldenmutter (1945)
- Orden des Mutterruhms (1945)
- Militärverdienstorden (1945)
- Fahnenorden (1945)
- Orden des Partisanensterns (1945)
- Orden des Roten Sterns (1945)
- Medaille für die Unabhängigkeit (1945)
- Orden Naim Frashëri
- Volkskünstler Albaniens

## Republik
- Dekorata e flamurit kombëtar
„Orden der Nationalflagge“, Auszeichnung für Albaner oder Ausländer, die sich um das Ansehen der albanischen Nation oder Albaniens verdient haben.
- Dekorata „Gjergj Kastrioti Skënderbeu“
„Skanderbeg-Orden“, Auszeichnung für Albaner oder Ausländer für besondere Beiträge oder Heldentaten zur Verteidigung, Stärkung oder Förderung der Republik.
- Dekorata „Nderi i kombit“
Orden „Ehre der Nation“, Auszeichnung für Albaner, die durch ihre Leistung beigetragen haben, das Ansehen Albaniens zu verbessern.
- Dekorata „Nënë Tereza“
„Mutter-Teresa-Orden“, Auszeichnung für Albaner oder Ausländer für außerordentliche humanitäre Taten für die albanische Nation oder Menschheit.
- Dekorata e artë e shqiponjës
„Goldener Adler-Orden“, Auszeichnung für Albaner oder Ausländer für Tapferkeit im bewaffneten Kampf und für Zivilcourage in Friedenszeiten.
- Dekorata „Pishtar i demokracisë“
Orden „Fackel der Demokratie“, Auszeichnung für Albaner oder Ausländer, die sich herausragend für die albanische Nation und die Demokratie verdient und Opfer erbracht haben.
- Titulli „Kalorës i urdhrit të Skënderbeut“
Titel „Ritter des Skanderbegordens“, Auszeichnung für Albaner oder Ausländer, die mit besonderen Heldentaten zur Verteidigung, Stärkung und Weiterentwicklung der Republik beigetragen haben.
- Titulli „Kalorës i urdhrit të flamurit“
Titel „Ritter des Flaggenordens“, Auszeichnung für Albaner oder Ausländer, die zum Wohle des albanischen Staats und der albanischen Nation beigetragen haben.
- Titulli „Martir i demokracisë“
Titel „Märtyrer der Demokratie“, Auszeichnung für Albaner oder Ausländer, die aufgrund ihres besonderen Einsatzes für Freiheit, Demokratie und sozialen Fortschritt von Republik und Nation gestorben sind.
- Titulli „Mjeshtër i madh“
„Titel des Großmeisters“, Auszeichnung für außergewöhnliche Leistung an albanische Persönlichkeiten der Wissenschaft, der Kultur, des Sports, Führung und Wirtschaft.
- Titulli „Naim Frashëri“
„Titel Naim Frashëri“, Auszeichnung für wertvolle Beiträge und Aufwertungen der Republik an albanische oder ausländische Persönlichkeiten aus Wissenschaft, Kunst, Kultur und Bildung
- Titulli „Për merita të veçanta civile“
„Titel für besondere gesellschaftliche Verdienste“, Auszeichnung für Albaner oder Ausländer für besondere Beiträge zur Entwicklung der Demokratie oder der Zivilgesellschaft in Albanien.
- Medalja „Shërbime Ushtarake“
„Medaille für Militärdienst“, Auszeichnung für Albaner oder Ausländer, die sich während militärischer Dienste in Albanien besonders verdient haben.
- Medalja e Mirënjohjes
„Dankbarkeitsmedaille“, Auszeichnung für Albaner oder Ausländer bei Nationalfeiertagen und historischen Ereignissen.